# Банджен
Банджен (фр. Bendejun) насеље је и општина у Француској у региону Прованса-Алпи-Азурна обала, у департману Приморски Алпи која припада префектури Ница.
По подацима из 2011. године у општини је живело 939 становника, а густина насељености је износила 147,87 становника/km². Општина се простире на површини од 6,35 km². Налази се на средњој надморској висини од 400 метара (максималној 1.100 m, а минималној 240 m).

## Демографија
| 1962. | 1968. | 1975. | 1982. | 1990. | 1999. | 2011. |
| ----- | ----- | ----- | ----- | ----- | ----- | ----- |
| 267   | 360   | 396   | 600   | 763   | 843   | 939   |

График промене броја становника у току последњих година